# Willem van Genk
Willem van Genk (Voorburg, 2 april 1927 – Den Haag, 12 mei 2005) was een Nederlands beeldend kunstenaar. Hij wordt vaak beschouwd als de belangrijkste Nederlandse vertegenwoordiger van de outsider art. Die kwalificatie marginaliseert ten onrechte zijn positie binnen de beeldende kunst in Nederland van na de Tweede Wereldoorlog.

## Biografie

### 1927-1957
Willem van Genk werd geboren in een welgesteld katholiek gezin, als tiende kind en enige jongen na negen meisjes. Zijn vader, handelaar in comestibles, was afkomstig uit Bergen op Zoom; grootvader Van Genk was een broer van de architecten Piet van Genk en Kees van Genk. Toen Van Genk vier jaar oud was overleed zijn moeder aan borstkanker. Hij kwam tijdelijk te wonen bij een oom en tante in Bergen op Zoom en zou daarna vooral worden opgevoed door deze tante en zijn zus Nora. Op de lagere school vertoonde Willem ernstige leer- en aanpassingsproblemen. Rond 1937 bracht hij tijd door op twee internaten, eerst op Ste Marie in het Brabantse Huijbergen, daarna in het Gelderse Harreveld.
Omstreeks het begin van de Tweede Wereldoorlog begon Van Genk op de ambachtsschool een opleiding tot elektrotechnicus, die hij niet zou afmaken. Tijdens de oorlog was vader Van Genk actief in het verzet. Toen hij tijdens een razzia ontkwam, werd zijn zoon in het ouderlijk huis hardhandig door de Gestapo ondervraagd over de verblijfplaats van zijn vader. Kort na de oorlog kreeg Van Genk een oproep voor militaire dienst, mogelijk in het kader van de oorlog in Indonesië, maar hij werd afgekeurd wegens schizofrenie. Hij had vervolgens enkele kortstondige baantjes in Den Haag, eerst bij een reclamebureau, daarna als typist, als broodverkoper, in dienst van een farmaceutisch bedrijf en als hulpje van een schoenmaker. Telkens werd hij ontslagen.
In 1947 werd hij tewerk gesteld in een AVO-werkplaats aan de Haagse Sirtemastraat – 'AVO' stond voor 'Arbeid Voor Onvolwaardigen' – waar hij van 's morgens acht tot 's middags vijf uur werkzaamheden moest verrichten als het monteren van afwasborstels en het sorteren van stukjes kabel. Directeur van de werkplaatsen was psychiater Nico Speijer, bij wie Van Genk onder behandeling stond. Zijn vader was inmiddels voor een derde maal getrouwd en wilde zijn zoon niet meer in huis hebben. Van Genk ging in een pension wonen dat verbonden was aan de AVO-werkplaats, op een minuscule kamer die hij deelde met een lotgenoot.

### 1958-1975
Eind 1958 meldde Van Genk zich aan bij de Haagse Academie voor Beeldende Kunsten. Onderdirecteur Cees Bolding en directeur Joop Beljon onderkenden zijn talent en lieten hem toe tot de avondacademie. Beljon probeerde tevergeefs van Speijer gedaan te krijgen dat Van Genk meer tijd op de academie mocht doorbrengen. Tevens instrueerde hij zijn docenten om hun nieuwe pupil met rust te laten, om diens aangeboren talent niet te verstoren. Van Genks toelating was dusdanig opzienbarend dat er een korte tekst over hem verscheen in de Haagsche Courant, de eerste keer dat hij als kunstenaar bij naam genoemd werd in de media. Auteur R.E. Penning verwonderde zich met Beljon en Bolding over de tekeningen van Van Genk, enorme stadsgezichten, uiterst gedetailleerd weergegeven. Voor een deel kende Van Genk de steden uit eigen ervaring: met een katholieke reisvereniging maakt hij reizen naar onder meer Parijs, Madrid, Kopenhagen, Rome, Keulen en Praag. Omdat hij in zijn pension niet kon werken, liep hij vrijwel iedere avond een uur naar de woning van zijn alleenstaande zuster Willy in de Harmelenstraat. Aan haar eettafel maakte Van Genk zijn tekeningen op aan elkaar geplakte schriftblaadjes.
Via Beljon kreeg Van Genk in 1964 zijn eerste solo-expositie, van 18 januari tot 18 maart in de kantine van Steendrukkerij De Jong & Co. in Hilversum, onder de titel Van Genk's fantastische werkelijkheid. De tentoonstelling werd georganiseerd door grafisch ontwerpers Pieter Brattinga en Simon den Hartog, en ingericht door Gerard Wernars. Er waren in Hilversum zevenentwintig ingekleurde pentekeningen te zien, vrijwel allemaal stadsgezichten, maar er werd niet één werk verkocht. Tot aan de dag voor de opening lieten de organisatoren Van Genk zelf in het ongewisse over de expositie – Beljon vreesde dat hij het niet goed zou vinden of bang zou worden. De tentoonstelling werd geopend door de schrijver Willem Frederik Hermans. Deze roemde Van Genks stadsgezichten, noemde diens tekeningen 'huiveringwekkend mooi' en vergeleek de kunstenaar met Piranesi. Naar aanleiding van de tentoonstelling verscheen in Vrij Nederland een interview met de kunstenaar door Bibeb en maakte Brandpunt een reportage over hem.
Eveneens door bemiddeling van Beljon mocht Van Genk later in 1964 deelnemen aan de groepstentoonstelling Nieuwe realisten, die van 24 juni tot 30 augustus werd gehouden in het Haagse Gemeentemuseum. Het betrof een omvangrijke en prestigieuze tentoonstelling, waar werk te zien was van onder meer Jean Dubuffet, Francis Bacon, Robert Rauschenberg, Yves Klein en Andy Warhol. Van Genk was vertegenwoordigd met één werk, een stadsgezicht van Moskou, in de categorie 'Traditioneel realisme' als vertegenwoordiger van 'de naïeven en Zondagschilders'. Door deze tentoonstelling maakte de Duitse galeriehouder Martin Schmela kennis met het werk van Van Genk, via meubelontwerper en kunstverzamelaar Martin Visser. Als gevolg hiervan was van 3 tot 25 oktober 1964 in Schmela's galerie in Düsseldorf Van Genk's phantastische Wirklichkeit te zien, een herhaling van de Hilversumse expositie. Er werden acht werken verkocht, onder andere aan het Stedelijk Museum in Amsterdam. Pieter Brattinga had inmiddels het zaakwaarnemerschap overgenomen van Van Genks zwager. In 1964 volgden ook veranderingen op het persoonlijke vlak: Van Genk verloor zijn baan bij de AVO en raakte daardoor zijn behuizing kwijt. Hij trok in bij zijn zuster Willy.
In 1966 deed Van Genk mee aan een prijsvraag voor zondagsschilders van de VARA, met als resultaat een eervolle vermelding. Een jaar later won hij de landelijke schilder- en tekenwedstrijd van Co-op Nederland. De prijs, een geheel verzorgde veertiendaagse vliegreis naar Amerika en Canada, werd hem in de Rotterdamse Doelen uitgereikt door Mies Bouwman. Beide malen was aan de wedstrijd een tentoonstelling verbonden in onder meer de Vishal in Haarlem en het Stedelijk Museum Schiedam. De relatie met Brattinga was steeds meer verzuurd, doordat deze het niet voor elkaar kreeg werk van Van Genk te verkopen of internationale belangstelling te genereren, en eindigde begin jaren zeventig in een juridisch steekspel. Na het overlijden van zijn zuster Willy in 1972 erfde Van Genk haar woning aan de Harmelenstraat. Op zakelijk vlak vond hij onderdak bij galerie De Ark van Dick Heesen in het Brabantse Boxtel. Van 21 december 1973 tot 27 januari 1974 combineerde Heesen in een dubbeltentoonstelling Afrikaanse etnografica met werk van Van Genk. Het NOS-programma Uit de kunst besteedde aandacht aan de tentoonstelling, en te zien was dat Van Genk inmiddels van pentekeningen was overgestapt naar werken in olieverf op board. De tentoonstelling leidde niet tot verkopen, evenmin als een presentatie op kunstbeurs IKI te Düsseldorf in 1974.

### 1976-2005
Heesen organiseerde van 21 mei tot 14 juni 1976 een solo-expositie rond Van Genk waar hij vrijwel al het op dat moment voor de verkoop beschikbare werk toonde. De opening van de tentoonstelling werd verricht door Nico van der Endt, wiens Amsterdamse galerie Hamer gespecialiseerd was in naïeve kunst en outsider art. Van der Endt had enkele jaren eerder kennis gemaakt met het werk van Van Genk en nam in 1976 op verzoek van Heesen de zakelijke vertegenwoordiging over. Hij raakte met zijn cliënt bevriend en hield rekening met diens almaar toenemende reserves om werk te verkopen, zonder de zakelijke kant van zijn contact met de kunstenaar uit het oog te verliezen. Dit resulteerde in een groeiende belangstelling voor het werk van Van Genk via gespecialiseerde musea en tentoonstellingen, incidenteel leidend tot verkopen tegen stijgende prijzen. In 1986 werd een voorlopig hoogtepunt bereikt met een tentoonstelling bij La Collection de l'Art Brut in Lausanne.
In 1980 reisde Van Genk samen met Van der Endt en diens echtgenote naar New York, in het kader van een kunstbeurs. Hij ontving sinds het begin van de jaren zeventig een uitkering wegens arbeidsongeschiktheid, die samen met de opbrengsten uit de verkoop van zijn werk voldoende was om regelmatig reizen te maken. Scandinavië en Oost-Europa hadden daarbij zijn bijzondere belangstelling. In 1981 ontmoette hij Dick Walda, die een lezing over Siberië gaf voor een Haags studentendispuut, met Van Genk onder de toehoorders. Walda en Van der Endt blijven tot zijn dood de enige twee vrienden van Van Genk. Met Van der Endt zou hij nog een aantal maal samen reizen, meestal in het kader van een expositie: naar Brussel (1987), Parijs (1990) en Zagreb (1991). Walda fungeerde meer als vertrouwenspersoon, ook voor Van Genks oudste zuster Tine.
Met het achteruitgaan van de geestelijke gezondheid van Van Genk in de loop van de jaren tachtig, leek ook zijn productiviteit als kunstenaar te stoppen. In het geheim was hij echter begonnen met het maken van driedimensionaal werk, in de vorm van tientallen trolleybussen die hij samenstelde uit bouwplaten, koekjesdozen en afval. Door zijn nieuwe psychiater Hans Grelinger werd hij aangemoedigd om prostituees te bezoeken of thuis te ontvangen. Ook bleef hij zelfstandig reizen maken – korte trips naar Barcelona en Lissabon in respectievelijk 1988 en 1992, een lange reis via Warschau, Moskou en Leningrad naar Helsinki, Stockholm en Göteborg in 1993, en een tiendaagse reis naar Noorwegen en Zweden in 1995. Steeds meer trok hij zich terug in zijn appartement en hij sloot zich zelfs voor Van der Endt en Walda af.
Na herhaalde klachten van zijn buren over stank en geluidsoverlast werd Van Genk op 4 januari 1996 door de politie uit zijn woning gehaald voor gedwongen opname in de Lucas Lindenboomkliniek, een gesloten afdeling in de psychiatrische inrichting Bloemendaal. Walda bemiddelde en op 18 maart mocht Van Genk weer naar zijn huis, dat was schoongemaakt en van nieuwe vloerbedekking voorzien. Van Genk bleef echter overlast veroorzaken voor zijn buren en op 24 oktober werd hij opnieuw opgenomen met dwangverpleging. In december kreeg Tine het officiële curatorschap over haar broer. Op 31 januari 1997 kreeg Van Genk voorwaardelijk ontslag, maar tien dagen later volgde een nieuwe opname, waarna hij op 28 februari definitief naar huis mocht.
Ook zijn lichamelijke gesteldheid ging in de jaren negentig sterk achteruit en op 14 april 1997 werd Van Genk getroffen door een lichte beroerte. Er volgde verpleging op de afdeling neurologie van het Haagse Leyenburg ziekenhuis. Na iets meer dan een maand mocht hij naar huis, om een week later opnieuw enkele dagen te worden opgenomen op de afdeling Interne Ziektes, met verschijnselen van ondervoeding en uitdroging. In september maakte hij nog een korte reis naar Stockholm, grotendeels in gezelschap van Van der Endt, maar een dag na zijn terugkeer volgde een tweede beroerte en opnieuw ziekenhuisopname. Pas begin 1998 mocht hij het ziekenhuis verlaten, maar Van Genk kon niet meer zelfstandig wonen. Hij werd ondergebracht in een pension om kort daarna te verhuizen naar een klein particulier verzorgingshuis, beide in Den Haag. Na nog een verhuizing in 2000 kreeg Van Genk in december 2002 een plaats in een medisch verzorgingstehuis, waar hij op 12 mei 2005 overleed aan hartfalen. Enkele dagen later werd hij begraven op begraafplaats St Barbara in Den Haag. Het graf werd na tien jaar geruimd.

## Werk

### Tweedimensionaal werk

#### Vroege tekeningen
Het oudst bekende werk van Willem van Genk, waarschijnlijk ontstaan in de tweede helft van de jaren veertig, bestaat uit kleine tot middelgrote tekeningen in gemengde techniek. Met name de meer uitgewerkte tekeningen hebben vaak betrekking op steden, in Nederland (Groningen, Utrecht, Arnhem, Leiden) of in het naburige buitenland (Antwerpen, Brussel, Keulen). Veelal hanteert de kunstenaar een lineair perspectief maar hij experimenteert ook met het vogelvluchtperspectief. Daarnaast zijn er veel plattegronden van de betreffende steden en hun omgeving. Tekst, vaak in de vorm van reclameteksten op gebouwen, is op de tekeningen al een belangrijk element. Personen komen relatief weinig voor, gebouwen en vervoersmiddelen voeren de boventoon.

#### Stadspanorama's
In de jaren vijftig gaat Van Genk zich toeleggen op het tekenen van grote stadspanorama's in zwarte inkt die vervolgens geheel of gedeeltelijk worden ingekleurd, meestal met gekleurde inkt of waterverf. Het zijn deze panorama's, samen met wat kleinere tekeningen van stadstaferelen, die te zien zijn op de tentoonstelling bij steendrukkerij De Jong & Co, in Hilversum in 1964. Op met name de grotere tekeningen wordt het vogelvluchtperspectief met veel verve gehanteerd. De kleurstelling, het perspectief, de gedetailleerde weergave en de nadrukkelijke aanwezigheid van gemotoriseerd verkeer, geven de tekeningen een overweldigende en verontrustende uitstraling. 'Het zijn sinistere steden, waarin de mens als individu ten onder gaat, gemanipuleerd en voortgedreven door machten van een hogere orde', aldus Nico van der Endt. W.F. Hermans noemt de tekeningen 'huiveringwekkend mooi', maar zij zullen volgens hem 'velen herinneren aan iets dat zij liever vergeten'.

#### Collages
Rond 1960 begint Van Genk met het maken van montages en collages, waarbij hij (delen van) verschillende tekeningen samenvoegt op een groot vel papier, vaak pakpapier. Aan het resultaat worden met verf of inkt teksten, rudimentaire plattegronden en versieringen toegevoegd. Nico van der Endt ziet deze collages als een direct gevolg van Van Genks verblijf aan de kunstacademie en zijn kennismaking met het werk van kunstenaars als Robert Rauschenberg. Minstens zo belangrijk lijken zijn persoonlijke omstandigheden, waarbij hij aanvankelijk niet over grote vellen papier beschikt voor zijn stadpanorama's en noodgedwongen schriftblaadjes aan elkaar moet plakken. Hoe dit ook zij, er ontstaat met de collages 'een sprong naar complexiteit en fragmentatie' binnen het werk van Van Genk. De overweldigende uitstraling van de traditionele stadsgezichten krijgt door de toegevoegde nevenschikking van tekst- en beeldelementen nog een extra dimensie.

#### Olieverf op board
Ook rond 1960 begint Van Genk, waarschijnlijk eveneens onder invloed van zijn lessen aan de kunstacademie, met het maken van schilderingen in olieverf op board. Opnieuw is sprake van een toename in complexiteit. Er bestaan afbeeldingen van één tafereel op één boardplaat, één tafereel op meerdere aan elkaar getimmerde boardplaten, twee taferelen op meerdere aan elkaar getimmerde boardplaten en zo verder. Vanaf het midden van de jaren zestig zal Van Genk een techniek gaan hanteren waarbij hij meerdere boardplaatjes met losse taferelen aan elkaar bevestigt, met een effect dat vergelijkbaar is met dat van de grote collages. Een deel van de werken die op die manier ontstaat, wordt door Dick Heesen in zijn catalogus uit 1976 gerekend tot wat hij noemt de 'gele serie'. Heesen refereert hierbij aan de kleuren rood en geel die in het schilderwerk uit deze periode overheersen. Van der Endt spreekt over 'werk gemaakt tussen 1970 en 1975', maar in de catalogus van Heesen wordt ook werk tot de serie gerekend dat waarschijnlijk al in het midden van de jaren zestig ontstond. De werken uit de gele serie zijn vaak aanmerkelijk agressiever dan de collages. Er is een duidelijke invloed van televisie, tijdschriften en stripverhalen. Geweld, vernedering, ziekte en dood zijn soms expliciete motieven.

#### Late tekeningen
Rond het midden van de jaren tachtig maakt Van Genk zijn laatste schilderijen. In de eerste helft van de jaren negentig ontstaan nog enkele tekeningen in gemengde techniek, waarbij hij met name de vierkleurenballpoint hanteert. Van delen van de tekeningen maakt hij fotokopieën, die hij vervolgens uitvergroot en bewerkt of in andere tekeningen hergebruikt.

#### Grafiek
Tijdens zijn verblijf aan de kunstacademie maakt Van Genk vier of vijf etsen, die door collega's worden afgedrukt in oplages van 5 tot 14. Eind 1994 maakt hij op verzoek van grafisch atelier Le Petit Jaunais uit Nantes een serie van zes kleine lithografieën, die worden afgedrukt in een oplage van vijftien. Hij zal er niet meer toe komen ze van nummering en signatuur te voorzien.

### Driedimensionaal werk

#### Busstation Arnhem
De installatie Busstation Arnhem ontstaat in het midden van de jaren tachtig en betekent een nieuwe fase in het werk van Van Genk. Busstation Arnhem bestaat uit plusminus dertig dicht op elkaar staande trolleybussen, opgebouwd uit straatafval en kartonnen doosjes. Tussen en boven de bussen zijn masten, stangen, draden en roosters aangebracht. Van Genk bouwt de installatie op in zijn woonkamer, op een kartonnen onderplaat die wordt gesteund door dozen met boeken. Het geheel is ca. twee meter in doorsnee. Met de ontruiming van het appartement van Van Genk in 1998, wordt ook Busstation Arnhem ontmanteld en een deel van de bussen uit de installatie raakt verspreid. Sinds januari 2016 is een versie van de installatie te zien in museum Het Dolhuys in Haarlem, maar een vergelijking met de opstelling in het appartement van Van Genk laat zien dat het hierbij om een interpretatie gaat.

#### Trolleybussen
Begin 1996 ontdekt Nico van der Endt dat Van Genk naast de installatie Busstation Arnhem in het geheim ook een groot aantal losse trolleybussen heeft gemaakt, eveneens uit straatafval en op basis van kartonnen doosjes of bouwplaten. Deze individuele assemblages zijn gedetailleerder en verder uitgewerkt dan de trolleybussen in de installatie. Over de basis zijn aan de zijkant reclameteksten aangebracht, terwijl ook de merk- en productnamen van de gebruikte materialen vaak nog goed te lezen zijn. Het Arnhemse karakter van de bussen wordt benadrukt door prominente reclames langs de dakranden van de Arnhemse bedrijven 'Ratelband Hap-Hoek' en 'Pattisérie-Bonbonerie Léon'. Voor de technische delen aan boven- en onderkant van de bussen zijn stokjes, touwtjes, rietjes, ijzerdraad, aluminiumfolie, metalen beugels, doordrukstrips, stukken pvc-buis, tandpastadopjes, tiewraps, blik, karton, kunststof en textiel gebruikt.
Het verband tussen de individuele assemblages en de installatie is onduidelijk. Van Genk hield de losse bussen verborgen voor bezoekers aan zijn appartement, terwijl de installatie voor iedereen zichtbaar was. Volgens Ans van Berkum lijdt het geen twijfel dat installatie en assemblages één geheel vormden, of dat in ieder geval uiteindelijk zouden móeten vormen. Nico van der Endt laat de samenhang in het midden. Hij rapporteert echter neutraal over de installatie, terwijl hij zijn eerste kennismaking met de losse bussen omschrijft als 'de ontdekking van een geheime schatkamer'.
Van der Endt schat het totale aantal trolleybussen op ongeveer 70. Van Berkum spreekt eveneens van circa 70 bussen, maar noemt daarnaast de installatie Busstation Arnhem die nog een dertigtal bussen bevat. Walda geeft in het bijschrift bij enkele foto's van de bussen een precies aantal van 74 bussen. Elders spreekt hij van 'tientallen trolleybussen' en 'ongeveer 70 modellen van trolleybussen'.

### Overig

#### Regenjassen
Ans van Berkum noemt al in 1998 de collectie regenjassen van Van Genk 'een wezenlijk onderdeel' van zijn oeuvre, een stelling die ze in 2010 herhaalt en verder uitwerkt. Van Genk bezat tientallen regenjassen, die voor hem vooral een fetisjistische waarde hadden. Hij voegde extra drukknopen aan de jassen toe, maar bewerkte ze verder niet artistiek. Het is dan ook de vraag of ze tot zijn oeuvre moeten worden gerekend. Nico van der Endt en Dick Walda vinden beiden dat dit niet het geval is. Naar aanleiding van een tentoonstelling van Van Genk in New York, waar de jassen te zien waren, suggereerde Roberta Smith dat de jassen eventueel beschouwd konden worden als een onderdeel van een artistieke performance.

#### Woning
Het interieur van Van Genks appartement aan de Haagse Harmelenstraat noemt Van Berkum in 1998 als Gesamtkunstwerk eveneens een onderdeel van zijn oeuvre, maar deze stelling heeft ze in 2010 losgelaten. Ook hier kan de vraag naar artistieke bewerking worden gesteld, maar afgezien van een antwoord daarop is het interieur in ieder geval niet meer bewaard gebleven. Er zijn beschrijvingen van Van Berkum, Van der Endt en Walda, enkele foto's en filmbeelden.

#### Bibliotheek
Patrick Allegaert en Bart Marius noemen de bibliotheek van Van Genk een 'wezenlijk onderdeel van zijn kunstenaarschap' en 'een deel van zijn artistieke productie'. Hoewel de boekenverzameling inderdaad van groot belang kan zijn bij de bestudering van het werk van Van Genk – onderwerpen, afbeeldingen, zelfs rechtstreekse citaten in woord of beeld - is opnieuw het ontbreken van enige artistieke bewerking een beslissend tegenargument.

#### Reiscollages en -aantekeningen
Allegaert en Marius zien als onderdeel van de bibliotheek ook Van Genks nauwkeurig opgestelde lijstjes met boeken en aantekeningen die betrekking hebben op specifieke plaatsen en landen. Hier is wel een connectie naar zijn artistieke werk te maken, ook via de plakboeken en verslagen die hij naar aanleiding van zijn reizen maakte, die weer in het verlengde liggen van de vaak uitgebreide collages op de achterkant van sommige tekeningen en schilderijen. Michel Morel legt een verband tussen juist deze collages en het werk van Robert Rauschenberg.

### Datering
Een heikel punt binnen de beschouwingen over Van Genk, en een dat nog nauwelijks aandacht heeft gekregen, is de datering van zijn werk. Al in zijn vroegste tekeningen combineert Van Genk beeldelementen uit verschillende periodes. Vervolgens is hij gewoon om aan (eventueel reeds door hem gedateerd) werk elementen te blijven toevoegen. Ten slotte is zijn werkwijze bij met name de collages, de oorzaak van een complexe ontstaansgeschiedenis. Een goed voorbeeld is Orkest van Coburg, dat bij Van Berkum het jaartal 1980 krijgt. Kleur, techniek en materiaal suggereren echter dat het hier om een oudere tekening gaat, mogelijk al uit de jaren vijftig, waaraan Van Genk later een rood-gele omlijsting heeft toegevoegd plus een aantal teksten waarin onder meer het jaartal '79 voorkomt.

## Thema's en motieven

### Thematiek
Het centrale thema binnen het werk van Van Genk is macht. Verwant daaraan zijn onmacht, vernedering, de angst overweldigd te worden, totalitaire systemen, controle, complotdenken en zo verder. Zoals Van der Endt opmerkt gaan bij Van Genk tegendelen altijd samen, is er sprake van nevenschikking van traditioneel tegenstrijdige begrippen (macht vs. onmacht, angst vs. verlangen). De collage- en assemblagetechniek die Van Genk in een groot deel van zijn oeuvre hanteert is hiervan de formele equivalent.
Met betrekking tot de thematiek maakt W.F. Hermans al in 1964 enkele opvallende en zeer treffende opmerkingen. Zonder enige kennis van de achtergronden van de maker, en op basis van slechts zevenentwintig vroege werken, signaleert Hermans een aantal constanten die hij vangt onder de noemer 'de eenheid van het spinnenweb'. In de gebouwen, de trein- en tramlijnen, de stationsoverkappingen, de zeppelins, de reclames, de vliegtuigformaties – overal keert dit spinnenweb terug. Hermans benadrukt dat Van Genk niet óf de spin óf het slachtoffer van de spin is, maar in feite beide: macht en onmacht, controle en overweldiging bestaan in zijn werk naast elkaar. De seksuele symboliek die zowel Van der Endt als Van Berkum signaleren, lijkt een afgeleide van deze thematiek.

### Motieven
Steden en vervoersmiddelen vormen de belangrijkste motieven in het werk van Van Genk. Het is vooral door middel van deze motieven dat zijn thematiek vorm krijgt. Een opmerkelijk beeldmotief is de eerder genoemde webstructuur, variërend van concrete spinnenwebben tot zeppelins, stationsoverkappingen, stratenpatronen en bovenleidingen van trams en trolleybussen. Verwijzingen naar totalitaire systemen, met name communisme en fascisme, zijn sterk aanwezig in het werk uit de jaren zestig en zeventig. Ook vergankelijkheid kan als een motief worden beschouwd, in de zin van een hang naar datgene wat voorbij is. Dit is verwant met het thema van macht en onmacht: machtige systemen zijn de oorzaak van verandering, terwijl het machteloze individu slechts kan toezien. Concreet uit dit zich in de verbeelding van afbraak en sloop, en verdwijnende of verdwenen vormen van vervoer.

## Categorisatie en interpretatie
Het werk van Van Genk wordt vrijwel standaard gerekend tot de art brut of outsider art. Art brut is een term die de Franse kunstenaar Jean Dubuffet gebruikte om het werk aan te duiden van makers die buiten het officiële kunstcircuit stonden en die niet door de kunstgeschiedenis waren 'besmet'. In de praktijk kwam dit vooral neer op de productie van kunstenaars met een psychische stoornis. De Britse kunsthistoricus Roger Cardinal gebruikte voor een studie uit 1972 de term outsider art als synoniem voor art brut, maar beide termen zijn sindsdien wat uit elkaar gaan lopen. Dubuffet was zeer strikt met betrekking tot de criteria voor een art brut kunstenaar, terwijl onder outsider art vaak ook het werk van autodidacten en naïeven wordt gerekend.
Omdat de categorieën art brut en outsider art in feite betrekking hebben op de positie van de kunstenaar, en niet op het werk, doen deze aanduidingen ook in het beste geval geen recht aan de kwaliteit van het werk van Van Genk. In het slechtste geval wordt vooral gefocust op zijn vermeende verstandelijke beperkingen. Echter, zoals Alana Shilling-Janoff stelt: 'To focalize van Genk's art through his psychosis is to lionize what marks the artist as an 'outsider' at the cost of critically evaluating his artistic production.'
In de loop van de jaren zestig kreeg Van Genk ook te maken met de etiketten 'zondagsschilder' en 'naïef'. Van der Endt stelt echter dat hooguit een deel van het werk van Van Genk kwalificeert als naïeve kunst. Vanwege Van Genks verblijf op de kunstacademie en zijn kennis van het werk van andere kunstenaars, is ook zijn positie als outsider artist twijfelachtig. In 1992 weigerde het Los Angeles County Museum of Art werk van Van Genk op te nemen in een tentoonstelling over outsider art, omdat hij alleen aan musea wilde verkopen.
Het werk van Van Genk is soms in verband gebracht met dat van Robert Rauschenberg, met name vanwege de collagetechniek die een groot deel van de productie van beide kunstenaars bepaalt. Op inhoudelijk vlak valt vaker de naam van de achttiende-eeuwse Italiaanse graficus Giovanni Battista Piranesi, met name waar het gaat om de grote stadsgezichten uit de jaren vijftig. Ook met de kunst van het Futurisme is een verband te leggen, via de nadrukkelijke rol van verkeer en vervoer. Een mogelijke thematische parallel is te vinden bij de Tsjechische schrijver Franz Kafka, in wiens werk het individu eveneens onderworpen lijkt aan onzichtbare en onduidelijke machtsstructuren. Voor een meer theoretische benadering zou de Franse denker Michel Foucault van nut kunnen zijn. Diens opmerkingen over de relatie tussen macht, visualiteit en het subject in zijn studie Surveiller et punir (1975) sluiten naadloos aan bij het werk van Van Genk.

## Musea en collecties
Rond 1985 geeft Van Genk tegenover Van der Endt aan zich ongemakkelijk te voelen bij de verkoop van zijn werk. Ze komen overeen dat er in principe niet meer aan particulieren zal worden verkocht, maar enkel nog aan musea of aan belangrijke collecties met uitzicht op museale donatie. In 2000 wordt de Stichting Willem van Genk opgericht, met als doel het werk van Van Genk dat op dat moment nog in het bezit van de kunstenaar is, te beheren en te behoeden voor verdere verspreiding. Het wordt voor een deel ondergebracht bij Museum Dr. Guislain in het Belgische Gent. Een aantal belangrijke werken van Van Genk is in de jaren negentig in het bezit gekomen van Museum De Stadshof in Zwolle. Na de sluiting van het museum in 2001 verhuist dit eveneens naar Museum Dr. Guislain, op basis van langdurige bruikleen. Vanaf begin 2016 is een keuze uit het werk dat de Stichting Willem van Genk beheert, te zien in museum Het Dolhuys in Haarlem. In 2017 kocht Het Dolhuys met steun van het Mondriaan Fonds twee werken van Willem van Genk aan uit de collectie van diens nicht Irene Zalme. Van 18 september 2019 tot en met 15 maart 2020 vindt een grote overzichtstentoonstelling met ongeveer 60 werken, getiteld WOEST, plaats in het Outsider Art Museum (OAM), een tweede locatie van Het Dolhuys, sinds 2016 gehuisvest in de Hermitage Amsterdam; de tentoonstelling reist daarna verder naar de Collection de l'Art Brut in Lausanne en De Hermitage in St. Petersburg.
De volgende musea en collecties bezitten werk van Willem van Genk:
- Stichting Willem van Genk
- Stichting Collectie De Stadshof
- Stedelijk Museum, Amsterdam
- Rijksdienst voor het Cultureel Erfgoed
- Museum Dr. Guislain, Gent
- Musée de Louvain la Neuve, Louvain-la-Neuve
- Lille Métropole Musée d'art moderne, d'art contemporain et d'art brut, Villeneuve-d'Ascq
- Musée de la Creation Franche, Bègles
- Croatian Museum of Naïve Art, Zagreb
- American Visionary Art Museum, Baltimore
- Musgrave Kinley Outsider Art Collection, Manchester
- Graves Art Gallery, Sheffield
- The Museum of Everything, Londen
- Collection de l'Art Brut, Lausanne
- Sammlung Zander, Bönnigheim
- Arnulf Rainer Museum, Baden